# A Storm to Come
A Storm to Come é o álbum de estreia da banda alemã de hero-metal a capella Van Canto, lançado em 2006.
| Críticas profissionais                                                      | Críticas profissionais |
| Avaliações da crítica                                                       | Avaliações da crítica  |
| Fonte                                                                       | Avaliação              |
| --------------------------------------------------------------------------- | ---------------------- |
| Sound of Metal                                                              | [ 1 ]                  |
| Esta tabela precisa de ser acompanhada por texto em prosa. Consulte o guia. |                        |

## Faixas
1. "Stora Rövardansen" (da trilha sonora de Ronja Rövardotter) - 1:33
2. "King" - 3:44
3. "The Mission" - 4:18
4. "Lifetime" - 4:49
5. "Rain" - 4:03
6. "She's Alive" - 4:12
7. "I Stand Alone" - 4:44
8. "Starlight" - 4:40
9. "Battery" (cover do Metallica) - 5:13